# Interlands Cypriotisch voetbalelftal 1960-1969
Deze pagina toont een chronologisch en gedetailleerd overzicht van de interlands die het Cypriotisch voetbalelftal heeft gespeeld in de periode 1960 – 1969.

## Interlands

### 1960
|                                                                           |                    |       |                 |                                                                             |
| 13 november WK 1962 kwalificatie № 1 «onderlinge duels» 14:30 uur (UTC+1) | Cyprus             | 1 – 1 | Israël          | GSP-stadion, Nicosia Toeschouwers: 11.000 Scheidsrechter: Živko Bajić (YUG) |
| 13 november WK 1962 kwalificatie № 1 «onderlinge duels» 14:30 uur (UTC+1) | Mihalis Sialis 29' |       | 31' Boaz Kofman | GSP-stadion, Nicosia Toeschouwers: 11.000 Scheidsrechter: Živko Bajić (YUG) |

|                                                                           |                                                                     |       |                           |                                                                                    |
| 27 november WK 1962 kwalificatie № 2 «onderlinge duels» 14:30 uur (UTC+2) | Israël                                                              | 6 – 1 | Cyprus                    | Ramat Ganstadion, Ramat Gan Toeschouwers: 45.000 Scheidsrechter: Živko Bajić (YUG) |
| 27 november WK 1962 kwalificatie № 2 «onderlinge duels» 14:30 uur (UTC+2) | Shlomo Levi 14', 30', 66' Shlomo Nahari 34' Nahum Stelmach 61', 88' |       | 89' (pen.) Mihalis Sialis | Ramat Ganstadion, Ramat Gan Toeschouwers: 45.000 Scheidsrechter: Živko Bajić (YUG) |

### 1961
Geen interlands gespeeld.

### 1962
Geen interlands gespeeld.

### 1963
|                                                                        |                                                     |       |                          |                                                                                 |
| 27 november Vriendschappelijk № 3 «onderlinge duels» 15:00 uur (UTC+2) | Cyprus                                              | 3 – 1 | Griekenland              | GSP-stadion, Nicosia Toeschouwers: 11.000 Scheidsrechter: Yiannos Angelis (CYP) |
| 27 november Vriendschappelijk № 3 «onderlinge duels» 15:00 uur (UTC+2) | Pakkos Hristodoulou 22' Panikos Krystallis 51', 68' |       | 72' (pen.) Mimis Domazos | GSP-stadion, Nicosia Toeschouwers: 11.000 Scheidsrechter: Yiannos Angelis (CYP) |

### 1964
Geen interlands gespeeld.

### 1965
|                                                                     |                             |       |         |                                                               |
| 20 maart Vriendschappelijk № 4 «onderlinge duels» 15:45 uur (UTC+2) | Cyprus                      | 2 – 0 | Libanon | GSP-stadion, Nicosia Scheidsrechter: Mihalis Kiriakidis (CYP) |
| 20 maart Vriendschappelijk № 4 «onderlinge duels» 15:45 uur (UTC+2) | Panikos Krystallis 20', 44' |       |         | GSP-stadion, Nicosia Scheidsrechter: Mihalis Kiriakidis (CYP) |

|                                                                        |                                                                                 |       |        |                                                                                    |
| 24 april WK 1966 kwalificatie № 5 «onderlinge duels» 16:00 uur (UTC+1) | West-Duitsland                                                                  | 5 – 0 | Cyprus | Wildparkstadion, Karlsruhe Toeschouwers: 39.675 Scheidsrechter: Norman Mootz (LUX) |
| 24 april WK 1966 kwalificatie № 5 «onderlinge duels» 16:00 uur (UTC+1) | Klaus-Dieter Sieloff 16' (pen.), 35' Wolfgang Overath 22', 85' Heinz Strehl 69' |       |        | Wildparkstadion, Karlsruhe Toeschouwers: 39.675 Scheidsrechter: Norman Mootz (LUX) |

|                                                                     |                                              |       |        |                                                                                    |
| 5 mei WK 1966 kwalificatie № 6 «onderlinge duels» 18:00 uur (UTC+1) | Zweden                                       | 3 – 0 | Cyprus | Nya Parken, Norrköping Toeschouwers: 15.976 Scheidsrechter: Magnús Pétursson (ISL) |
| 5 mei WK 1966 kwalificatie № 6 «onderlinge duels» 18:00 uur (UTC+1) | Agne Simonsson 24', 71' Torbjörn Jonsson 53' |       |        | Nya Parken, Norrköping Toeschouwers: 15.976 Scheidsrechter: Magnús Pétursson (ISL) |

|                                                                          |        |                                                                 |        |                                                                               |
| 7 november WK 1966 kwalificatie № 7 «onderlinge duels» 14:30 uur (UTC+2) | Cyprus | 0 – 5                                                           | Zweden | GSE-Stadion, Famagusta Toeschouwers: 2.716 Scheidsrechter: István Zsolt (HUN) |
| 7 november WK 1966 kwalificatie № 7 «onderlinge duels» 14:30 uur (UTC+2) |        | 24', 25' Lars Granström 35' Ove Kindvall 42', 85' Bosse Larsson |        | GSE-Stadion, Famagusta Toeschouwers: 2.716 Scheidsrechter: István Zsolt (HUN) |

|                                                                           |        | |                |                                                                                     |
| 14 november WK 1966 kwalificatie № 8 «onderlinge duels» 14:30 uur (UTC+2) | Cyprus | 0 – 6 | West-Duitsland | GSP-stadion, Nicosia Toeschouwers: 3.412 Scheidsrechter: Francesco Francescon (ITA) |
| 14 november WK 1966 kwalificatie № 8 «onderlinge duels» 14:30 uur (UTC+2) |        | 30' Fredy Heiß 32' Werner Krämer 57' Horst Szymaniak 82', 88' Rudi Brunnenmeier 87' (e.d.) Kostas Panayiotou |                | GSP-stadion, Nicosia Toeschouwers: 3.412 Scheidsrechter: Francesco Francescon (ITA) |

### 1966
|                                                                          |                       |       |                                                                       |                                                                               |
| 3 december EK 1968 kwalificatie № 9 «onderlinge duels» 14:30 uur (UTC+2) | Cyprus                | 1 – 5 | Roemenië                                                              | GSP-stadion, Nicosia Toeschouwers: 4.823 Scheidsrechter: Arthur Lentini (MLT) |
| 3 december EK 1968 kwalificatie № 9 «onderlinge duels» 14:30 uur (UTC+2) | Kostakis Pieridis 32' |       | 49', 82' Mircea Dridea 51' Mircea Lucescu 65', 74' Constantin Frăţilă | GSP-stadion, Nicosia Toeschouwers: 4.823 Scheidsrechter: Arthur Lentini (MLT) |

### 1967
|                                                                         |        |                                              |        |                                                                                |
| 22 maart EK 1968 kwalificatie № 10 «onderlinge duels» 14:45 uur (UTC+2) | Cyprus | 0 – 2                                        | Italië | GSP-stadion, Nicosia Toeschouwers: 11.105 Scheidsrechter: Atanas Stavrev (BUL) |
| 22 maart EK 1968 kwalificatie № 10 «onderlinge duels» 14:45 uur (UTC+2) |        | 76' Angelo Domenghini 88' Giacinto Facchetti |        | GSP-stadion, Nicosia Toeschouwers: 11.105 Scheidsrechter: Atanas Stavrev (BUL) |

|                                                                         |                                                                                           |       |        |                                                                                            |
| 23 april EK 1968 kwalificatie № 11 «onderlinge duels» 16:00 uur (UTC+2) | Roemenië                                                                                  | 7 – 0 | Cyprus | 23 Augustusstadion, Boekarest Toeschouwers: 9.412 Scheidsrechter: Milivoje Gugulović (YUG) |
| 23 april EK 1968 kwalificatie № 11 «onderlinge duels» 16:00 uur (UTC+2) | Mircea Lucescu 4' Florea Martinovici 15' Emil Dumitriu 24', 52', 77' Ion Ionescu 47', 86' |       |        | 23 Augustusstadion, Boekarest Toeschouwers: 9.412 Scheidsrechter: Milivoje Gugulović (YUG) |

|                                                                           |                                                     |       |        | |
| 1 november EK 1968 kwalificatie № 12 «onderlinge duels» 14:30 uur (UTC+1) | Italië                                              | 5 – 0 | Cyprus | San Vito-Gigi Marullastadion, Cosenza Toeschouwers: 22.059 Scheidsrechter: Antoine Queudeville (LUX) |
| 1 november EK 1968 kwalificatie № 12 «onderlinge duels» 14:30 uur (UTC+1) | Alessandro Mazzola 12', 22' Gigi Riva 46', 55', 59' |       |        | San Vito-Gigi Marullastadion, Cosenza Toeschouwers: 22.059 Scheidsrechter: Antoine Queudeville (LUX) |

|                                                                           |                                                                            |       |        |                                                                                     |
| 8 november EK 1968 kwalificatie № 13 «onderlinge duels» 20:30 uur (UTC+1) | Zwitserland                                                                | 5 – 0 | Cyprus | Stadio di Cornaredo, Lugano Toeschouwers: 3.737 Scheidsrechter: Robert Schaut (BEL) |
| 8 november EK 1968 kwalificatie № 13 «onderlinge duels» 20:30 uur (UTC+1) | Rolf Blättler 30', 55' Fritz Künzli 41' Richard Dürr 56' Karl Odermatt 72' |       |        | Stadio di Cornaredo, Lugano Toeschouwers: 3.737 Scheidsrechter: Robert Schaut (BEL) |

### 1968
|                                                                            |                                              |       |                             |                                                                             |
| 17 februari EK 1968 kwalificatie № 14 «onderlinge duels» 15:30 uur (UTC+2) | Cyprus                                       | 2 – 1 | Zwitserland                 | GSP-stadion, Nicosia Toeschouwers: 8.000 Scheidsrechter: Pavel Špoták (TCH) |
| 17 februari EK 1968 kwalificatie № 14 «onderlinge duels» 15:30 uur (UTC+2) | Melis Asprou 22' Pamboullis Papadopoulos 46' |       | 9' (e.d.) Kostas Panayiotou | GSP-stadion, Nicosia Toeschouwers: 8.000 Scheidsrechter: Pavel Špoták (TCH) |

|                                                                       |                                                                                 |       |                        |                                                                                 |
| 19 mei WK 1970 kwalificatie № 15 «onderlinge duels» 15:00 uur (UTC+1) | Oostenrijk                                                                      | 7 – 1 | Cyprus                 | Prater-Stadion, Wenen Toeschouwers: 27.171 Scheidsrechter: János Biróczky (HUN) |
| 19 mei WK 1970 kwalificatie № 15 «onderlinge duels» 15:00 uur (UTC+1) | Erich Hof 4' (pen.), 42', 53', 68', 75' (pen.) Helmut Redl 25' Helmut Siber 73' |       | 47' Nikos Kantzilieris | Prater-Stadion, Wenen Toeschouwers: 27.171 Scheidsrechter: János Biróczky (HUN) |

|                                                                            |        |                 |                |                                                                                |
| 23 november WK 1970 kwalificatie № 16 «onderlinge duels» 14:30 uur (UTC+2) | Cyprus | 0 – 1           | West-Duitsland | GSP-stadion, Nicosia Toeschouwers: 6.080 Scheidsrechter: Alexandru Pîrvu (ROU) |
| 23 november WK 1970 kwalificatie № 16 «onderlinge duels» 14:30 uur (UTC+2) |        | 90' Gerd Müller |                | GSP-stadion, Nicosia Toeschouwers: 6.080 Scheidsrechter: Alexandru Pîrvu (ROU) |

|                                                                            |        |                                                             |           |                                                                            |
| 11 december WK 1970 kwalificatie № 17 «onderlinge duels» 14:30 uur (UTC+2) | Cyprus | 0 – 5                                                       | Schotland | GSP-stadion, Nicosia Toeschouwers: 5.895 Scheidsrechter: Paul Bonett (MLT) |
| 11 december WK 1970 kwalificatie № 17 «onderlinge duels» 14:30 uur (UTC+2) |        | 2', 33' Alan Gilzean 23' Bobby Murdoch 41', 43' Colin Stein |           | GSP-stadion, Nicosia Toeschouwers: 5.895 Scheidsrechter: Paul Bonett (MLT) |

### 1969
|                                                                      |             |       |        | |
| 25 maart Vriendschappelijk № 18 «onderlinge duels» 16:30 uur (UTC+2) | Griekenland | 1 – 0 | Cyprus | Apostolos Nikolaidisstadion, Athene Toeschouwers: 10.000 Scheidsrechter: Thodoros Eleftheriadis (GRE) |
| 25 maart Vriendschappelijk № 18 «onderlinge duels» 16:30 uur (UTC+2) | ?           |       |        | Apostolos Nikolaidisstadion, Athene Toeschouwers: 10.000 Scheidsrechter: Thodoros Eleftheriadis (GRE) |

|                                                                         |                         |       |                                   |                                                                            |
| 19 april WK 1970 kwalificatie № 19 «onderlinge duels» 16:00 uur (UTC+2) | Cyprus                  | 1 – 2 | Oostenrijk                        | GSP-stadion, Nicosia Toeschouwers: 5.247 Scheidsrechter: Gocho Rusev (BUL) |
| 19 april WK 1970 kwalificatie № 19 «onderlinge duels» 16:00 uur (UTC+2) | Panikos Euthimiadis 90' |       | 27' Wilhelm Kreuz 55' Helmut Redl | GSP-stadion, Nicosia Toeschouwers: 5.247 Scheidsrechter: Gocho Rusev (BUL) |

|                                                                       | |       |        |                                                                               |
| 17 mei WK 1970 kwalificatie № 20 «onderlinge duels» 15:00 uur (UTC+1) | Schotland | 8 – 0 | Cyprus | Hampden Park, Glasgow Toeschouwers: 39.095 Scheidsrechter: Peter Coates (IRL) |
| 17 mei WK 1970 kwalificatie № 20 «onderlinge duels» 15:00 uur (UTC+1) | Eddie Gray 16' Billy McNeill 25' Colin Stein 28', 49', 61', 67' Willie Henderson 72' Tommy Gemmell 75' (pen.) |       |        | Hampden Park, Glasgow Toeschouwers: 39.095 Scheidsrechter: Peter Coates (IRL) |

|                                                                       | |        |        |                                                                                         |
| 21 mei WK 1970 kwalificatie № 21 «onderlinge duels» 19:30 uur (UTC+1) | West-Duitsland | 12 – 0 | Cyprus | Georg-Melches-Stadion, Essen Toeschouwers: 36.036 Scheidsrechter: Jacques Colling (LUX) |
| 21 mei WK 1970 kwalificatie № 21 «onderlinge duels» 19:30 uur (UTC+1) | Gerd Müller 3', 43', 49', 85' Wolfgang Overath 5', 12', 63' Helmut Haller 14', 47' Max Lorenz 38' Siegfried Held 41' Horst-Dieter Höttges 51' |        |        | Georg-Melches-Stadion, Essen Toeschouwers: 36.036 Scheidsrechter: Jacques Colling (LUX) |

UEFA: Albanië · België · Bulgarije · Cyprus · Denemarken · West-Duitsland · Duitse Democratische Republiek · Engeland · Finland · Frankrijk · Griekenland · Hongarije · Ierland · IJsland · Italië · Joegoslavië · Luxemburg · Malta · Nederland · Noord-Ierland · Noorwegen · Oostenrijk · Polen · Portugal · Roemenië · Schotland · Sovjet-Unie · Spanje · Tsjecho-Slowakije · Turkije · Wales · Zweden · Zwitserland

CAF: Madagaskar AFC: Israël

KOP · A-internationals · Bondscoaches · Statistieken · Cypriotisch vrouwenelftal · Cyprus U21 · Cyprus U20 · Cyprus U19 · Cyprus U18 · Cyprus U17 · Cyprus U16
1960 – 1969 · 
1970 – 1979 · 
1980 – 1989 · 
1990 – 1999 · 
2000 – 2009 · 
2010 – 2019 ·
2020 − 2029
1960 · 
1961 · 
1962 · 
1963 · 
1964 · 
1965 · 
1966 · 
1967 · 
1968 · 
1969 · 
1970 · 
1971 · 
1972 · 
1973 · 
1974 · 
1975 · 
1976 · 
1977 · 
1978 · 
1979 · 
1980 · 
1981 · 
1982 · 
1983 · 
1984 · 
1985 · 
1986 · 
1987 · 
1988 · 
1989 · 
1990 · 
1991 · 
1992 · 
1993 · 
1994 · 
1995 · 
1996 · 
1997 · 
1998 · 
1999 · 
2000 · 
2001 · 
2002 · 
2003 · 
2004 · 
2005 · 
2006 · 
2007 · 
2008 · 
2009 · 
2010 · 
2011 · 
2012 · 
2013 ·
2014 ·
2015 ·
2016 ·
2017 ·
2018 ·
2019 ·
2020 ·
2021 ·
2022
Albanië ·
Andorra ·
Armenië ·
Azerbeidzjan ·
België ·
Bosnië en Herzegovina ·
Bulgarije ·
Canada ·
Denemarken ·
Duitsland ·
Engeland ·
Estland ·
Faeröer ·
Finland ·
Frankrijk ·
Georgië ·
Gibraltar · 
Griekenland ·
Hongarije ·
Ierland ·
IJsland ·
Irak ·
Iran ·
Israël ·
Italië ·
Japan ·
Joegoslavië ·
Jordanië ·
Kazachstan ·
Koeweit ·
Kosovo ·
Kroatië ·
Letland ·
Libanon ·
Litouwen ·
Luxemburg ·
Malta ·
Moldavië ·
Montenegro ·
Nederland ·
Noord-Ierland ·
Noord-Macedonië ·
Noorwegen ·
Oekraïne ·
Oostenrijk ·
Polen ·
Portugal ·
Roemenië ·
Rusland ·
San Marino ·
Saoedi-Arabië ·
Schotland ·
Servië ·
Slovenië ·
Slowakije ·
Sovjet-Unie ·
Spanje ·
Syrië ·
Tsjechië ·
Tsjecho-Slowakije ·
Wales ·
Wit-Rusland ·
Zweden ·
Zwitserland